# 1791 en Lorraine
Chronologie de la Lorraine
- 1787
- 1788
- 1789
- 1790
- 1791
- 1792
- 1793
- 1794
- 1795

Cette page est une liste d'événements qui se sont produits durant l'année 1791 en Lorraine.

## Événements
- Suppression de l'évêché de Toul[1].

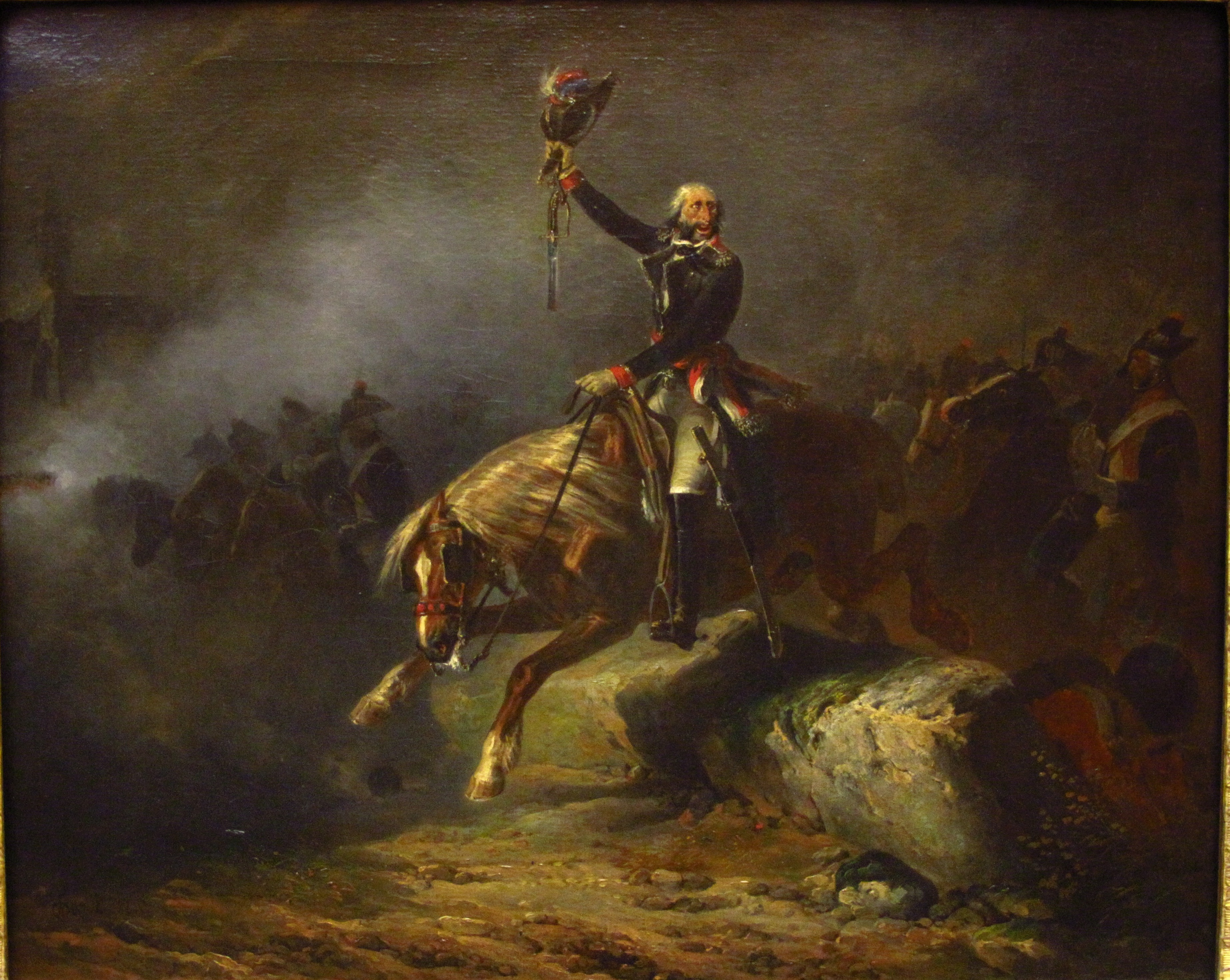
Le conventionnel Merlin de Thionville à l'armée du Rhin - Tableau de Nicolas Toussaint Charlet (1843)

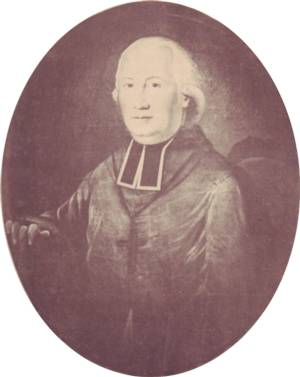
Nicolas Francin.

- Jean-Baptiste Aubry est nommé évêque de Verdun.
- la Moselle est le département français qui compte le plus d'émigrés.
- 3 avril : Nicolas Francin (Metz, 20 septembre 1735 - Metz, 24 août 1802) est élu évêque constitutionnel du département de la Moselle[2].
- 22 juin : au terme de la  Fuite de Varennes, Louis XVI est arrêté, la cassure entre le peuple et le roi est consommée. La perte du régime monarchique est en marche[3].
- 2 septembre : élus députés de la Meurthe à l'Assemblée législative : François René Mallarmé; Joseph Carez; Étienne Cunin, qui siégea parmi les modérés puis inclina vers la droite; Nicolas-Louis Crousse; Antoine Louis Levasseur; Jean-Claude Drouin; Joseph Ignace Foissey et Germain Bonneval.
- 8 septembre : élus député de la Meuse: Joseph Bernard; Henri Clément, Cultivateur, il est député de la Meuse de 1791 à 1792, siégeant dans la majorité; Jean-Baptiste Jodin,  siégeant dans la majorité; Charles Nicolas Tocquot, siégeant dans la majorité réformatrice. Réélu à la Convention, il vote pour la détention de Louis XVI. Il démissionne le 10 avril 1793; Jean-Joseph Paillet; Jean-Baptiste Lolivier; Jean Moreau et Claude Manchand.
- 3 septembre : sont élus députés de la Moselle : Jean-Charles Adam, vice-président du district de Sarreguemines, puis accusateur public au tribunal de cette ville, il est député de la Moselle jusqu'en 1792 et siège à gauche;  Jean-Pierre Couturier est élu député montagnard de la Moselle à l'Assemblée Législative, et, le 6 septembre 1792, membre de la Convention. Le 16 mars 1792, il demande l'amnistie pour Jourdan "Coupe-Tête" et à ses complices d'Avignon, et le 13 mai, il demande l'emprisonnement des prêtres qui refuseraient de prêter serment. Le 6 septembre 1792, il est en mission en Moselle lors du procès de Louis XVI et ne participe pas au jugement; Jacques Augustin Lambert Marin, siégeant de 1791 à 1792 dans la majorité; Jean-Pierre Mangin (homme politique), siégeant de 1791 à 1792; Antoine Merlin de Thionville, il forme à l'extrême gauche, avec Chabot et Basire, le trio cordelier; Jacques Jean Louis Pierron, siégeant de 1791 à 1792; Hubert Pyrot, siégeant de 1791 à 1792 et Jean-Baptiste Dominique Rolland siégeant de 1791 à 1792 avec les modérés.
- élus député des Vosges : Laurent Yves Antoine André  siégeant de 1791 à 1792, notaire au Thillot, administrateur du département; Joseph Mengin, vice-président du directoire du district de Saint-Dié; Nicolas Carant, procureur-syndic du district de Lamarche; Christophe Dieudonné, homme de loi à Saint-Dié, administrateur du directoire du département; Antoine Delpierre, homme de loi à Valfroicourt; Joseph Marant, négociant à Bugneville, administrateur du district de Neufchâteau; Donat Vosgien, maire d'Épinal et Nicolas-Louis François de Neufchâteau, juge de paix à Vicherey et administrateur du département, suppléant à l'Assemblée constituante.

### Presse écrite
- Fin de la parution du Journal du département de Meurthe Variante du titre, 9 sept. 1790-7 juil. 1791 : Journal du département de Meurthe et des départemens voisins, créé en 1790 à Nancy[4].

## Naissances

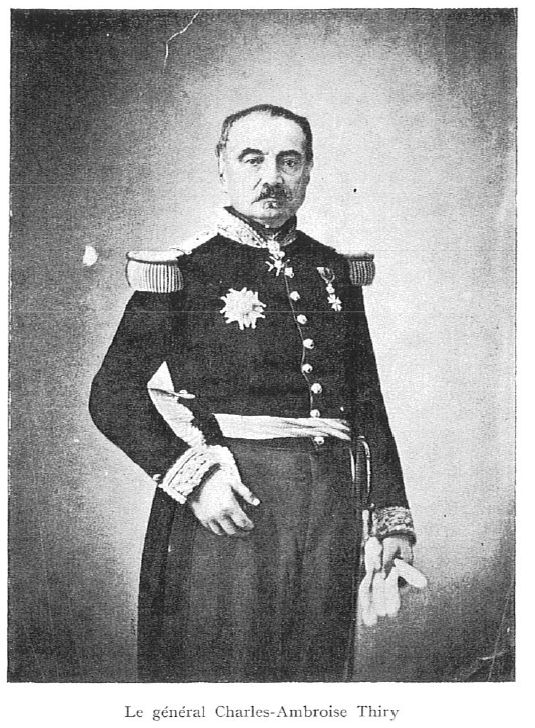
Charles-Ambroise Thiry

- 21 janvier à Vaudoncourt : Arsène-Frédéric-Joseph-Vincent, comte de Chalendar, mort le 19 juin 1863 à Paris, général de division français.
- 27 février à Metz : Ferdinand von Parseval (1791-1854), général de cavalerie bavarois. Il fut élevé au grade de Commandeur de l'Ordre de l'Aigle rouge de Prusse.
- 1 juin à Nancy : Alphonse Abraham Théodore Cerfbeer (Mort à Paris, 10 décembre 1859), officier et auteur dramatique français.
- 27 juillet à Sarrelouis (alors dans le département de la Moselle) : Jean-Nicolas Gannal, mort le 13 janvier 1852 à Paris[5],  pharmacien, un chercheur et un inventeur. Il est le père fondateur de l'embaumement moderne et de la thanatopraxie.
- 29 octobre à Velaine-en-Haye (Meurthe) : Jean-Baptiste Gérard, homme politique français décédé le 29 septembre 1875 à Nancy (Meurthe-et-Moselle).
- 3 novembre à Bar-le-Duc : Nicolas-Charles-Victor Oudinot, fils aîné du maréchal d'Empire Charles Oudinot[6]. Député de Maine-et-Loire sous la monarchie de Juillet, 2e duc de Reggio après le décès en 1847 de son père, grand chancelier de la Légion d'honneur et gouverneur des Invalides,  mort le 7 juillet 1863 à Paris. Il est inhumé au cimetière du Père-Lachaise à Paris dans la 45e division[7].
- 5 décembre à Ancerville : Nicolas Paqueron dit Pontmartin, décédé le 27 décembre 1863 à Angoulême, militaire et philanthrope français.
- 9 décembre à Nancy: Charles Ambroise Thiry (mort à Nancy le 31 mai 1868), général français du XIXe siècle.